# Gremi de Pescadors de Sant Pere de Calella de Palafrugell
El Gremi de Pescadors de Sant Pere fou l'associació que agrupava els pescadors de Calella de Palafrugell entre els segles xix i xx i la que s'encarregava de la gestió de Sa Perola i de l'Escola de Calella.

## Història
La primera agrupació de pescadors de Calella documentada és la Confraria de pescadors de Sant Pere (1631). Posteriorment trobem el Gremio de Mareantes de Palafrugell (1820’s), la Asociación Instrucción y Pesca (1912), la Sociedad de Socorros Mutuos “La Pescadora” (>1915), el Gremio de Pescadores de Calella de Palafrugell (1936) i la Sociedad Pósito Pescador de Calella de Palafrugell (1936).
La documentació conservada en el fons del Gremi de pescadors de Sant Pere està datada entre els segles XIX i XX. El gremi de Sant Pere agrupava tots els pescadors de Calella i s'encarregava de gestionar Sa Perola —tenyidor de xarxes— i de l'habitatge situat al primer pis del mateix edifici, que es llogava a alguna família de pescadors; també regulava el funcionament de l'escola pública de Calella fundada pel mateix gremi. Els ingressos provenien de la quota que pagaven els pescadors cada vegada que volien tenyir i del lloguer de l'habitatge.
El nombre de pescadors i l'ús del tenyidor va anar a la baixa, fins al 1963, quan Sa Perola feu el seu últim servei. Així, també va entrar en decadència el gremi.
La documentació va ser conservada pel mateix productor fins al seu ingrés a l'Arxiu Municipal de Palafrugell.